# Lipopterichthys
Lipopterichthys is een monotypisch geslacht van straalvinnige vissen uit de familie van de harnasmeervallen (Loricariidae).

## Soort
- Lipopterichthys carrioni Norman, 1935